# Starci (Serbia)
Starci (cyr. Старци) – wieś w Serbii, w okręgu rasińskim, w gminie Aleksandrovac. W 2011 roku liczyła 40 mieszkańców.